# 東湖駅 (広州市)
東湖駅（ドンフーえき、とうこえき）は中華人民共和国広東省広州市越秀区にある広州地下鉄6号線および10号線の駅。
駅名の由来となった東山湖公園（俗称で東湖）の地下に位置し、12号線も将来的に当駅へ乗り入れる計画がある。

## 駅構造

### 駅階層

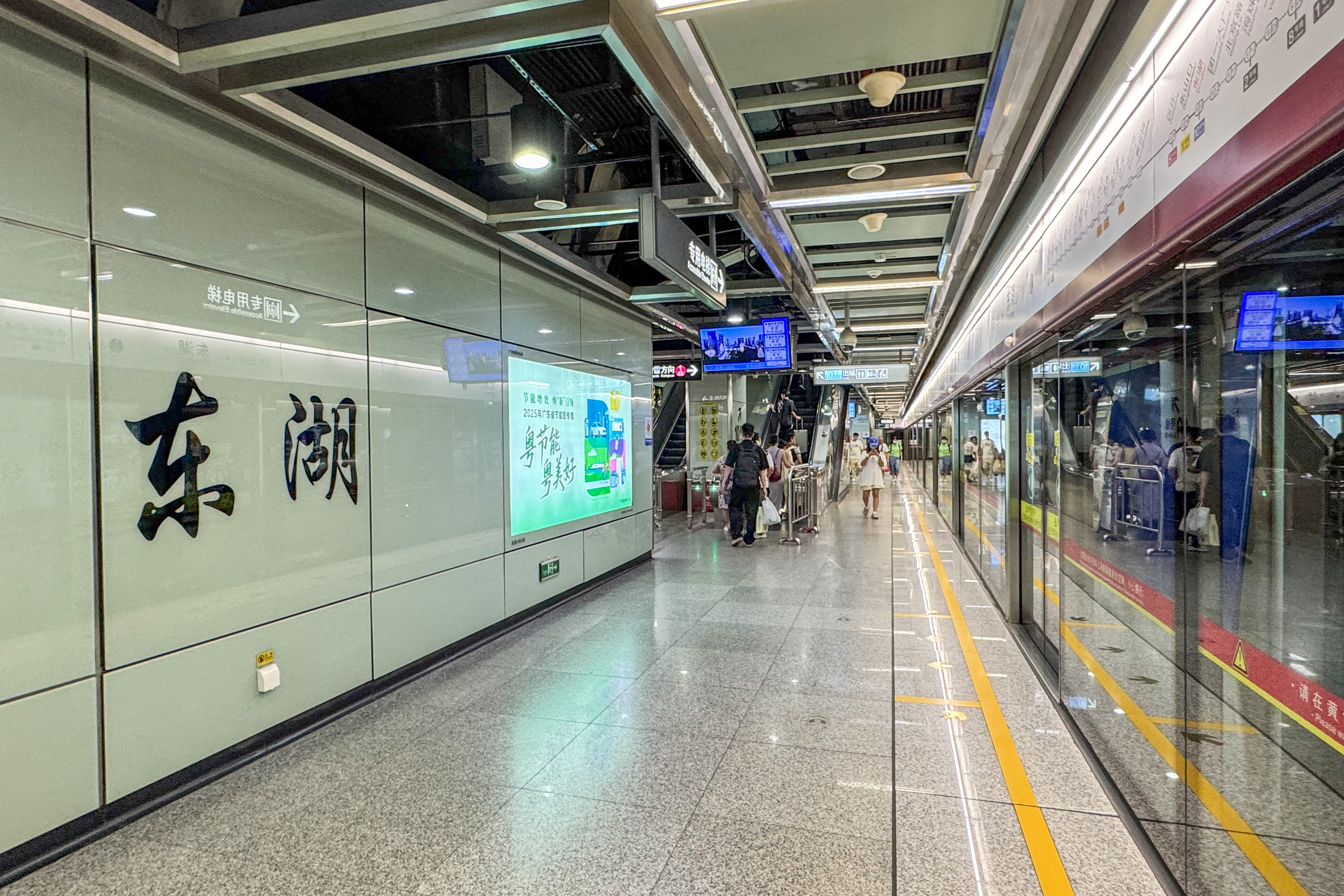
6号線ホーム(2025年6月)

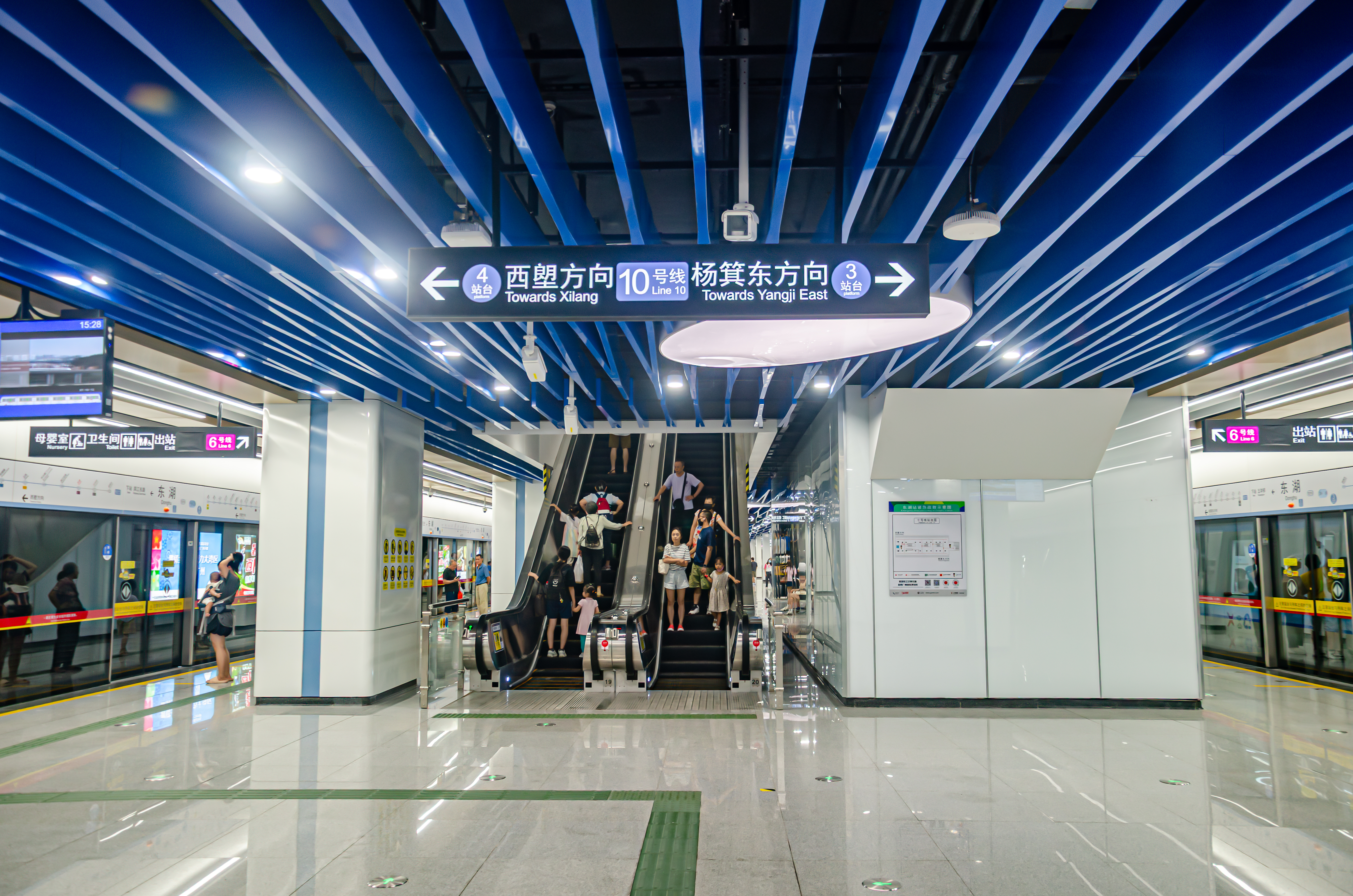
10号線ホーム(2025年6月)

島式ホーム1面2線の地下駅。地下1階は未使用で地下2階に6号線改札口、地下4階に6号線ホームがある。地下2階に12号線用の、地下5階に10号線用の島式ホームがそれぞれ増設される。
| 地下 一階 |              | 予備空間                                           |
| 地下 二階 | コンコース層 | 券売機、窓口、トイレ（改札外）、警備室、保安検査場 |
| 地下 三階 | 設備層       | 駅施設                                             |
| 地下 四階 | ホーム層     | 2番ホーム ←■6号線 潯峰崗方面（団一大広場駅）       |
| 地下 四階 | ホーム層     | 島式ホーム                                         |
| 地下 四階 | ホーム層     | 1番ホーム →■6号線 香雪方面（東山口駅）→            |

|                                 |            |
| 香雪方面ホーム全景（2014年8月） | コンコース |

### 出入口
出口は東山湖公園に面した東湖路東側にAとB1の2ヶ所、東湖路西側にB2の計3ヶ所がある。
- 出口A:海印橋公交総站（バスターミナル）、沿江東路公交車站（バス停）
- 出口B1:東山湖公園、越秀区文化芸術中心、東湖路公交車站（バス停、北行）
- 出口B2:大沙頭路、東湖西路、広州市第16中学南校区、東路公交車站（バス停、南行）、東湖新村公交車站（バス停、南行）

## 駅周辺
- 東山湖公園（東側）
- 東湖路（広東語版）（駅直上）
- 越秀区全民健身活動中心（広東語版）（北側）
- 東湖新村（中国語版）（北西側）
- 広州市第十六中学（中国語版）南校区（西側）

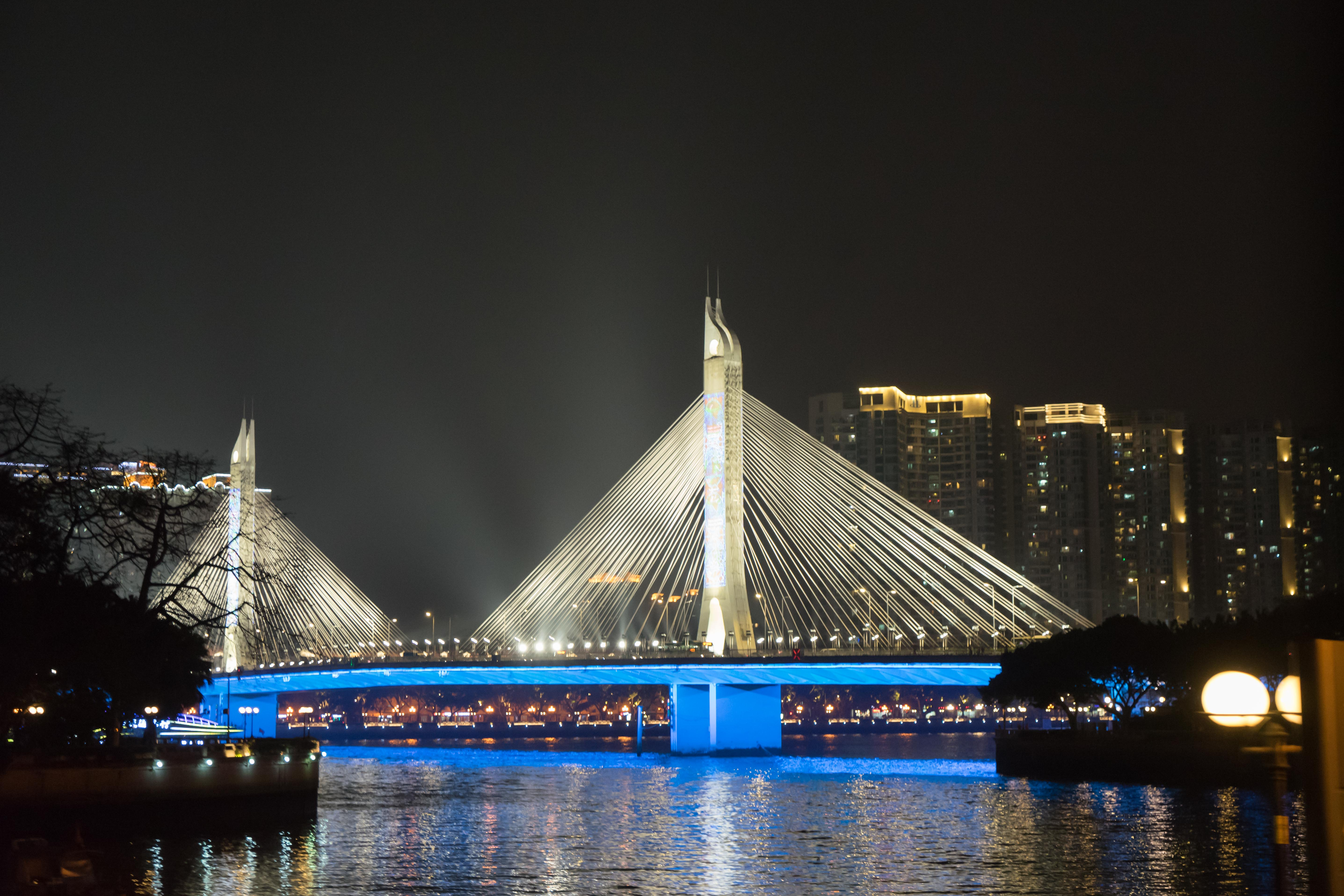
海印電器総匯二場（西側）
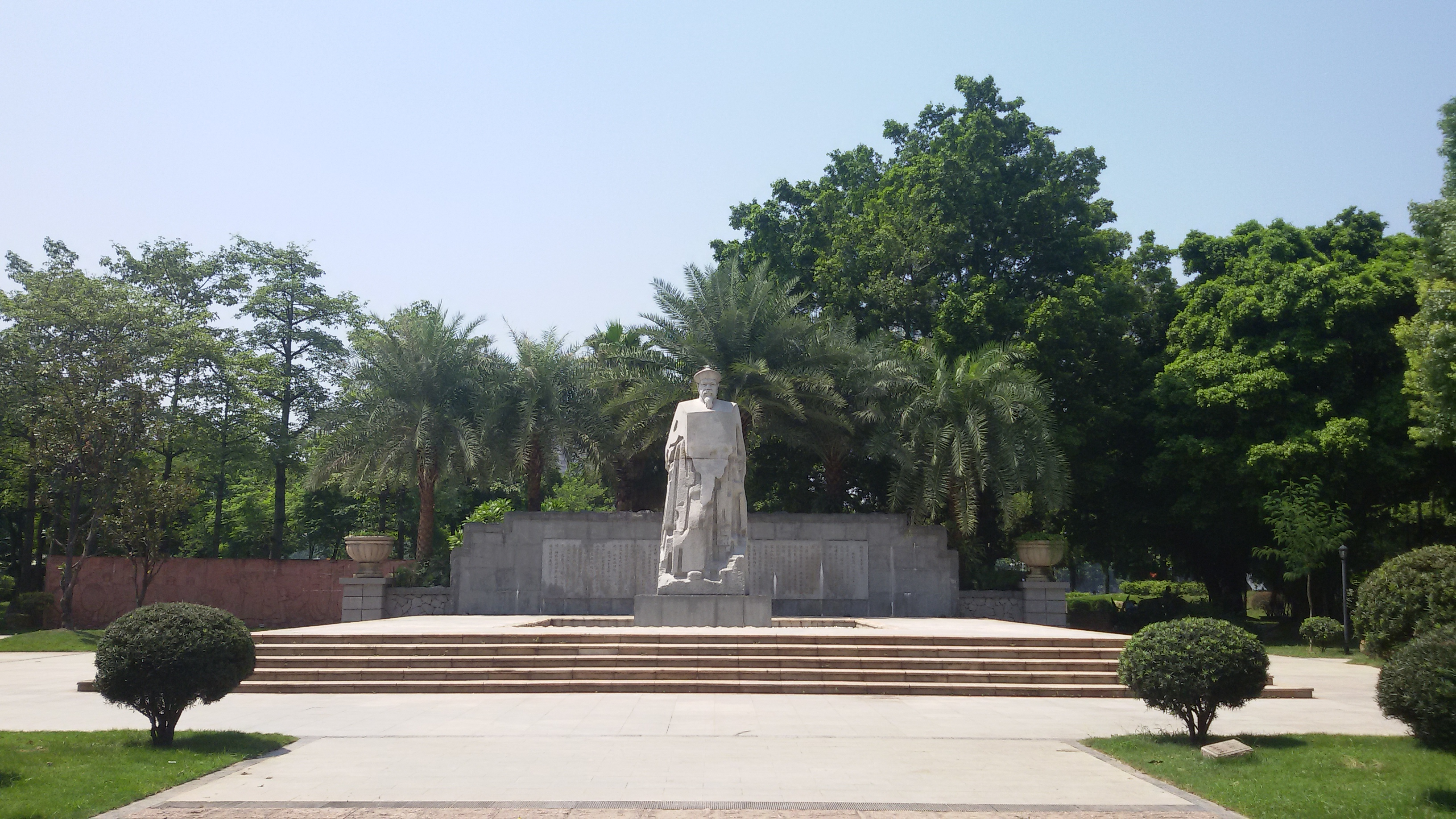
珠江
  - 海印大橋（中国語版）（南側）
  - 林則徐紀念園（広東語版）
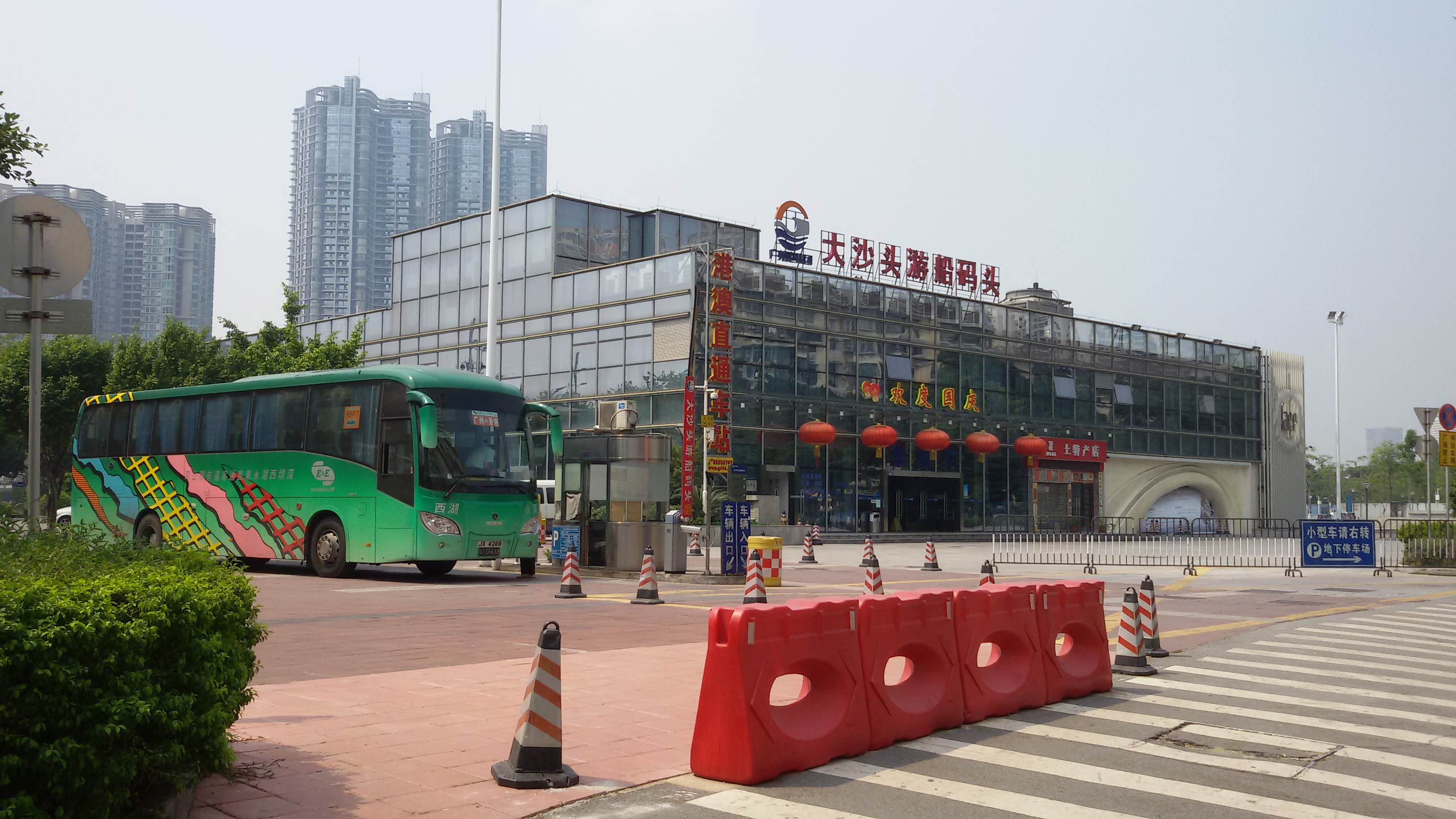
大沙頭遊船碼頭（広東語版）
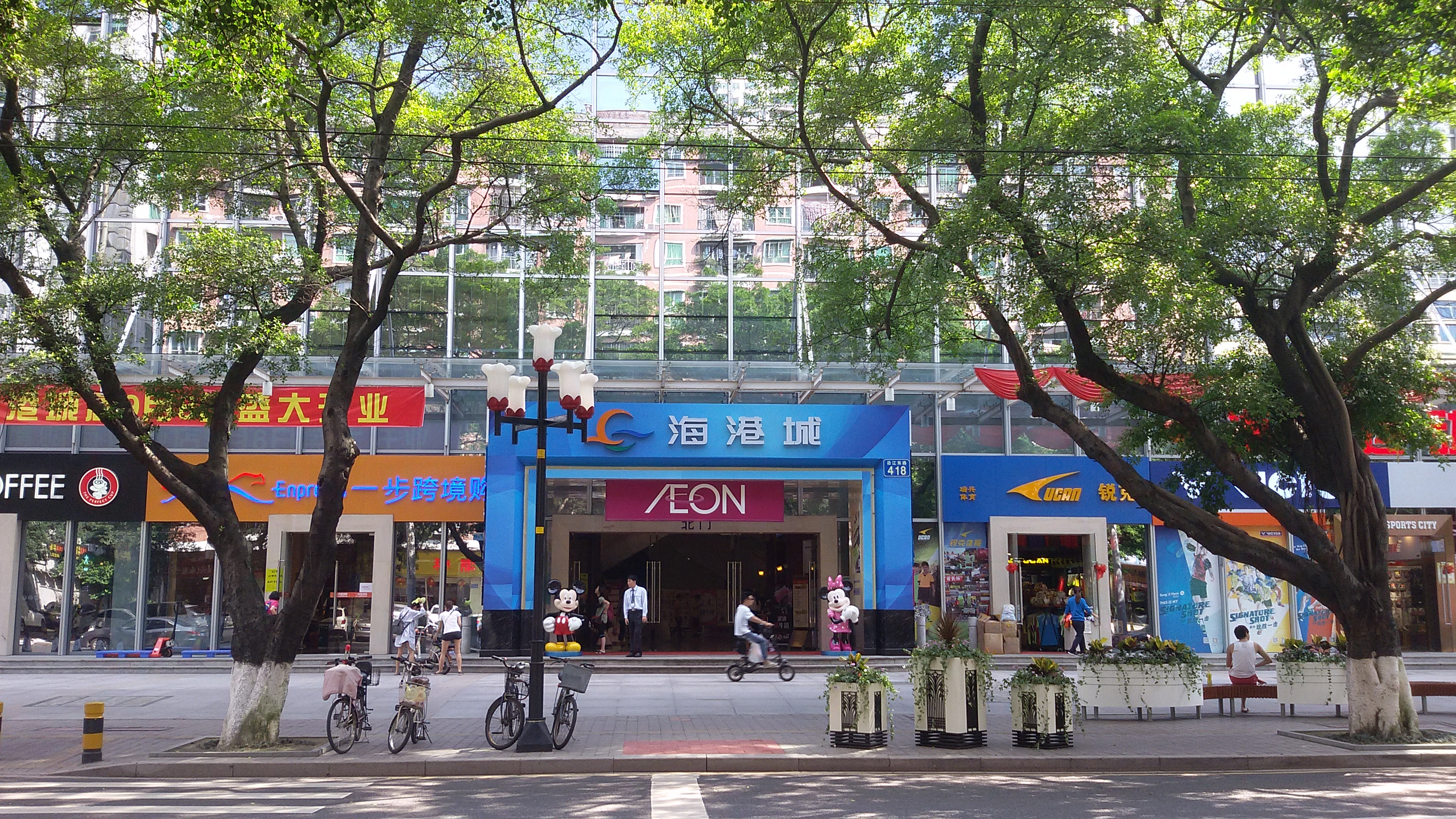
海港城（広東語版）
  - AEON海港城店[6]
- 二沙島

- 海印大橋
- 林則徐紀念園
- 大沙頭遊船碼頭
- イオン海港城店

## 沿革
- 2003年 - 市の整備計画で6号線の駅として含まれた[7]。
- 2006年6月8日 - 当駅含む地下工区着工[8]。
- 2008年
  - 4月15日 - シールド工法によるトンネル工事中に爆発事故が発生し、1人が死亡、7人が負傷した[9]。
  - 6月26日 - 駅舎部分が上棟[10]。
- 2009年
  - 7月9日 - コンコース通路部分を着工[11]。
  - 8月27日 - 駅名確定[12]。
- 2010年1月28日 - 黄花崗駅に至るトンネルの片側が貫通した[13]。
- 2011年11月27日 - 残りのトンネル区間が貫通[14]。
- 2013年
  - 12月28日 - 開業[15]。
- 2018年11月19日 - 10号線と12号線着工[16]。
- 2025年6月29日 - 10号線が開業。乗り換え駅となる[17]。

## 隣の駅
広州地下鉄
■ 6号線
団一大広場駅 612 - 東湖駅 613 - 東山口駅 614
■ 10号線
浜江東路駅 1009 - 東湖駅 1010 - 五羊邨駅 1011